# Meus Prêmios Nick al cantante maschile preferito
Il Meus Prêmios Nick al cantante maschile preferito (Cantor favorito) è stato un premio assegnato annualmente, dal 2000 al 2017, ai Meus Prêmios Nick al cantante preferito dai telespettatori del canale Nickelodeon Brasile.

## Variazioni nelle varie edizioni
Nel 2009 la categoria confluisce insieme a "Cantante femminile preferita" (Cantora favorita), nella categoria "Cantautore o cantautrice preferito" (Cantor o cantora favorito).
Nel 2017 la categoria cambia denominazione in "Cantante o duetto preferito" (Cantor ou dupla favorita).
Dal 2018 la categoria viene abbandonata, insieme alla corrispettiva femminile, per formare la nuova categoria mista "Artista musicale preferito" (Artista musical favorito).

## Vincitori e candidati
Qui di seguito la lista con vincitori, in grassetto, e candidati per edizione.

### Anni 2000
- 2000
  - Maurício Manieri
- 2001
  - Durval de Lima Junior (dei Sandy & Junior)
- 2002
  - Durval de Lima Junior (dei Sandy & Junior)
- 2003
  - Chorão
- 2004
  - Felipe Dylon
- 2005
  - Marcelo D2
- 2006 
  - Marcelo D2
  - Felipe Dylon
  - Chorão
  - Junior Lima
- 2007 
  - Di Ferrero (degli NX Zero)
  - Armandinho
  - Dinho Outro Preto (dei Capital Inicial)
  - Marcelo D2
- 2008 
  - Samuel Rosa (degli Skank)
  - Di Ferrero (degli NX Zero)
  - Lucas Silveira (dei Fresno)
  - Rogério Flausino (dei Jota Quest)

### Anni 2010
- 2010 
  - Luan Santana
  - Diego Silveira
  - Di Ferrero (degli NX Zero)
  - Samuel Rosa (degli Shank)
- 2011
  - Luan Santana
  - Chorão
  - Pe Lanza (dei Restart)
  - Di Ferrero (degli NX Zero)
- 2012 
  - Luan Santana
  - Pe Lanza (dei Restart)
  - Di Ferrero (degli NX Zero)
  - Thiaguinho
- 2013 
  - Luan Santana
  - Gusttavo Lima
  - Di Ferrero (degli NX Zero)
  - Thiaguinho
- 2014 
  - Luan Santana
  - Lucas Lucco
  - Di Ferrero (degli NX Zero)
  - Thiaguinho
- 2015 
  - Luan Santana
  - MC Gui
  - MC Guimê
  - Thiaguinho
- 2016 
  - Luan Santana
  - MC Gui
  - Nego do Borel
  - Projota
  - Tiago Iorc
  - Wesley Safadão
- 2017 - Cantante o duetto preferito
  - Luan Santana
  - Henrique & Juliano
  - Projota
  - Zé Felipe

## Statistiche

### Maggior numero di premi
- 8 - Luan Santana
- 2 - Durval de Lima Junior
- 2 - Marcelo D2

### Maggior numero di candidature
- 8 - Luan Santana
- 7 - Di Ferrero
- 4 - Thiaguinho
- 3 - Chorão
- 3 - Marcelo D2